# Музика Сан-Марино
Сан-Марино — невеличка суверенна держава на території Італії, яка, між тим, має багаті і давні музичні традиції. Її музичну спадщину складає творчість композитора XVII століття Франческо Марія Маріні ді Пезаро, який у своїх музичних творах чи не найкраще виразив місцеві традиції, та композитора XX ст. Чезаре Франкіні Тассіні (1925—2010).
Сан-маринська традиційна музика має багато спільних рис із традиційною італійською музикою, та все ж вони відрізняються одна від одної, і можна з упевненістю сказати, що з XVII сторіччя з появою відомого сан-маринського композитора Франческо Марія ді Пезаро музика Сан-Марино розвивалася самостійно. 
Із 1894 року музична композиція без слів стала державним гімном Сан-Марино. В основі цього твору — хорова композиція з Х століття. Авторами попереднього гімну були Аур. Муччолі (Aur. Muccioli) та У. Балсімеллі (U. Balsimelli), а сам він був схожий на італійський національний гімн.
Сучасні збройні сили Сан-Марино по кілька разів на день проходять строєм вулицями при повному параді під звуки військового духового оркестру.
У крихітній державі є свій металевий рок, представлений гуртами «Necrofilia» та «Nothing Inside Eyes», останній із яких утворився з іншого колективу під назвою «Alchimia 2012».